# Warung Muncang
Warung Muncang is een bestuurslaag in het regentschap Kota Bandung van de provincie West-Java, Indonesië. Warung Muncang telt 20.645 inwoners (volkstelling 2010).